# اتحادیه پخش برنامه‌های اروپایی
اتحادیه پخش برنامه‌های اروپایی (به انگلیسی: European Broadcasting Union یا EBU)(به فرانسوی: Union européenne de radio-télévision (UER) یک اتحادیه متشکل از ۸۵ شرکت تلویزیونی از ۵۶ کشور و ۳۷ شرکت وابسته از ۲۲ کشور دیگر است.اتحادیه پخش برنامه‌های اروپایی، پیشروترین اتحادیه رسانه‌ای جهان است.

## توصیف کلی
اعضای این اتحادیه شامل شرکت‌های رادیویی و تلویزیونی هستند که متعلق به دولت یا بخش خصوصی ارائه خدمات رسانه‌ای همگانی هستند و اعضای فعال اتحادیه شامل همه کشورهای اروپایی از ایسلند در شمالی‌ترین تا مصر در جنوب ایرلند در غرب و آذربایجان در شرق را در برمیگیرد. کشورهایی نظیر کانادا، ژاپن، مکزیک، هند و هنگ کنگ فراتر از مرزهای اروپا از اعضای وابسته این اتحادیه رسانه‌ای هستند. شبکه‌های تلویزیونی ایالات متحده امریکا شامل: ای بی سی، سی بی اس، ان بی سی، شرکت صدا و سیمای عمومی (Corporation for Public Broadcasting) و تایم وارنر با اتحادیه پخش برنامه‌های اروپایی همکاری دارند. اتحادیه هر ساله مسابقه آواز یوروویژن را به‌طور کامل از طریق رسانه‌ها و شبکه‌های عضو پوشش می‌دهد. اکثر رسانه های اتحادیه پخش برنامه‌های اروپایی، بازی‌های المپیک و جام جهانی فوتبال (به ویژه بازی‌های کشورهای خود و فینال) را پخش مستقیم می‌کنند.

## تاریخچه
اتحادیه پخش برنامه‌های اروپایی در ۱۲ فوریه سال ۱۹۵۰، توسط ۲۳ سازمان رادیویی و تلویزیونی اروپایی و مدیترانه ای در یک کنفرانس در تفریحگاه ساحلی تورکی در دوون انگلستان تشکیل شد در سال۱۹۹۳، پس از فروپاشی شوروی، سازمان رادیو و تلویزیون بین‌المللی (OIRT) که در برگیرنده رسانه‌های اروپای شرقی و مرکزی بود، به اتحادیه پخش برنامه‌های اروپایی پیوست. شبکه‌های ورزشی یورو اسپرت و شبکه خبری یورونیوز از رسانه‌های وابسته به این اتحادیه هستند.